# انقلاب 1992 في الجزائر
وقع الانقلاب الجزائري في 11 يناير 1992. مع القلق من فوز جبهة الإنقاذ الإسلامية في الجولة الأولى من الانتخابات التشريعية الجزائرية 1991، اتخذ الجيش إجراءات وألغى العملية الانتخابية لمنع تشكيل دولة إسلامية في الجزائر. أجبر الجيش الرئيس الشاذلي بن جديد على الاستقالة وجلب محمد بوضياف المنفي للعمل كرئيس جديد. وقال الجيش إنهم فعلوا ذلك "لحماية المؤسسات الجمهورية الجزائرية من الإسلاميين السياسيين والمتطرفين" ولمنع الجزائر من التحول إلى دولة ثيوقراطية.
قبل الانقلاب كانت مشاكل اجتماعية - سياسية - اقتصادية مثل انهيار أسعار النفط في عام 1986 (في ذلك الوقت 95٪ من الصادرات الجزائرية و 60٪ من ميزانية الحكومة جاءت من النفط)، وانفجار سكاني بدون وظائف أو مساكن لاستيعابها، وخطاب تضامن اشتراكية العالم الثالث من قبل الحزب. والحكومة تخفي "الفساد على نطاق واسع" (وتشويه مصداقية "مفردات الاشتراكية")، وتركيز السلطة والموارد من قبل الجيش ونخبة حزب جبهة التحرير الوطني التي نشأت من الجانب الشرقي من الجزائر. وحظرت جبهة التحرير الوطنية (الجزائر) الحاكمة "كل المعارضة" لكن أموال النفط المستخدمة لتهدئة السكان قد دمرت. وفي 4 أكتوبر 1988، قوبلت أعمال شغب وتدمير واسعة النطاق من قبل فقراء الحضر برد "لا يرحم" من الشرطة أسفر عن مقتل المئات.
في عام 1989، تأسست جبهة الخلاص الإسلامي. تأثرت بجماعة الإخوان المسلمين وسرعان ما اكتسبت شعبية في الجزائر. وفازت بالسيطرة على العديد من الحكومات المحلية في الانتخابات البلدية التي جرت في يونيو 1990، وفازت بالجولة الأولى من الانتخابات التشريعية الجزائرية في ديسمبر 1991 بأغلبية ضعف عدد أصوات جبهة التحرير الوطني الحاكمة. وكانت جبهة الإنقاذ الإسلامية قد وجهت تهديدات مفتوحة ضد السلطة الحاكمة، وأدانتها بأنها غير وطنية ومؤيدة للفرنسيين، وكذلك فاسدة ماليا. بالإضافة إلى ذلك، كانت قيادة جبهة الإنقاذ منقسمة في أحسن الأحوال على استصواب الديمقراطية، وأعرب بعض الجزائريين غير الإسلاميين عن مخاوفهم من أن تكون حكومة جبهة الخلاص الإسلامي، كما قال مساعد وزير الخارجية الأمريكي إدوارد جريجيان، "شخص واحد، صوت واحد، مرة واحدة".

## التخطيط
وعقد اجتماع سري في ديسمبر 1991 لمناقشة الخيارات المتاحة للجيش، حضره جميع كبار الجنرالات، بمن فيهم خالد نزار، وعبد المالك قنايزية، وقادة القوات البحرية والدرك والأجهزة الأمنية. واتفقوا على أن طريق جبهة الإنقاذ إلى النصر ينبغي أن يعرقل باستخدام الآليات الدستورية بدلا من القوة المادية. كما قرروا أن الرئيس الشاذلي بن جديد سيضطر إلى الاستقالة لأن ذلك سيجبر على تعليق الجولة الثانية من الانتخابات.

## الانقلاب
في 11 يناير 1992، تولى الجيش السلطة وأجبر الرئيس الشاذلي بن جديد على الاستقالة. وظهر بن جديد في التلفزيون الوطني وأعلن استقالته بصوت هادئ: "نظرا لصعوبة وخطورة الوضع الحالي، أعتبر استقالتي ضرورية لحماية وحدة الشعب وأمن البلاد". تم استبداله بمجلس الدولة الأعلى. ثم انتقل الجيش إلى شوارع الجزائر في اليوم التالي بينما كانت الدبابات والقوات تحرس مواقع مهمة في المدينة، وعلقت العملية الانتخابية. وأعلن المجلس الأعلى للدولة عن تعيين مجلس الدولة الأعلى خلفا جماعيا لتشادلي يضم خالد نزار وعلي كافي والتيجاني هدام وعلي هارون ومحمد بوضياف.
تم تعيين محمد بوضياف رئيسا جديدا للجزائر. ووصل من المغرب بعد غياب رسمي دام 28 عاما في المنفى. وقد تم اختياره لمنح النظام صورة جديدة وإحساسًا معزّزًا بالشرعية لجذب الدعم الشعبي للنظام، ولكن تم اغتياله بعد عدة أشهر في يونيو. ثم اعتقل الجيش عشرات الآلاف الذين دعموا الجبهة الإسلامية للإنقاذ ووضعهم في معسكرات في وسط الصحراء الجزائرية.
وفقا لجون إنتيلز، "لم يشهد العالم العربي من قبل مثل هذا التعبير الشعبوي الحقيقي عن التطلعات الديمقراطية... ولكن عندما ألغى الجيش التجربة الديمقراطية بأكملها في يناير 1992، قبلت الولايات المتحدة عن طيب خاطر النتائج... باختصار، اعتبرت حكومة إسلامية منتخبة ديمقراطيا معادية لتطلعات الهيمنة الأمريكية في المنطقة... غير مقبولة في واشنطن.
تشمل الحجج ضد هذا الخط أن نفوذ واشنطن كان محدودًا على الأرجح مع جبهة التحرير الوطني الحزب الحاكم في الجزائر، المناهضة للرأسمالية والمعادية للعلمانية والمعادية للثقافة الأوروبية، والهوية المؤيدة للإسلام، واشتراكية العالم الثالث؛ أنه بعد فوزها الهائل في الانتخابات البلدية عام 1990، تم الإشادة بجبهة الخلاص الإسلامية على فضائلها في الحكم، والحلول التي قدمتها لمشاكل الجزائر - فرض الحجاب القسري ومناطق السباحة المنفصلة وحظر الثقافة الفرنسية وأي استخدام للغة الفرنسية ومحلات الخمور وتطبيق الشريعة عمومًا.